# Günther Neukirchner
Günther Neukirchner (ur. 2 grudnia 1971 w Grambach) – piłkarz austriacki grający na pozycji obrońcy. W swojej karierze rozegrał 14 meczów i zdobył 1 bramkę w reprezentacji Austrii.

## Kariera klubowa
Swoją karierę piłkarską Neukirchner rozpoczął w klubie Sturm Graz. W 1989 roku awansował do pierwszego zespołu Sturmu. W austriackiej Bundeslidze zadebiutował 3 sierpnia 1991 w wygranym 2:1 domowym meczu z First Vienna FC 1894. W sezonie 1994/1995 wywalczył ze Sturmem mistrzostwo Austrii, a w sezonie 1995/1996 i sezonie 1996/1997 zdobył z nim dwa z rzędu Puchary Austrii. W sezonie 1997/1998 wywalczył swoje pierwsze mistrzostwo kraju w karierze, a w sezonie 1998/1999 zdobył ze Sturmem dublet – mistrzostwo oraz Puchar Austrii. W sezonach 1999/2000 i 2001/2002 został ze Sturmem wicemistrzem kraju. W Sturmie grał do 2006 roku. Rozegrał w nim 421 ligowych meczów, w których strzelił 28 goli.
W 2006 roku Neukirchner odszedł do drugoligowego FC Gratkorn. Swój debiut w nim zaliczył 8 września 2006 w przegranym 0:2 domowym meczu z LASK Linz. W Gratkornie grał przez rok i w 2007 roku zakończył karierę sportową.
| Sezon   | Klub        | Kraj    | Rozgrywki  | Mecze | Bramki |
| ------- | ----------- | ------- | ---------- | ----- | ------ |
| 1991/92 | Sturm Graz  | Austria | Bundesliga | 14    | 3      |
| 1992/93 | Sturm Graz  | Austria | Bundesliga | 26    | 5      |
| 1993/94 | Sturm Graz  | Austria | Bundesliga | 21    | 1      |
| 1994/95 | Sturm Graz  | Austria | Bundesliga | 27    | 0      |
| 1995/96 | Sturm Graz  | Austria | Bundesliga | 30    | 0      |
| 1996/97 | Sturm Graz  | Austria | Bundesliga | 27    | 0      |
| 1997/98 | Sturm Graz  | Austria | Bundesliga | 34    | 4      |
| 1998/99 | Sturm Graz  | Austria | Bundesliga | 32    | 5      |
| 1999/00 | Sturm Graz  | Austria | Bundesliga | 32    | 3      |
| 2000/01 | Sturm Graz  | Austria | Bundesliga | 28    | 1      |
| 2001/02 | Sturm Graz  | Austria | Bundesliga | 29    | 2      |
| 2002/03 | Sturm Graz  | Austria | Bundesliga | 29    | 1      |
| 2003/04 | Sturm Graz  | Austria | Bundesliga | 26    | 2      |
| 2004/05 | Sturm Graz  | Austria | Bundesliga | 29    | 1      |
| 2005/06 | Sturm Graz  | Austria | Bundesliga | 35    | 0      |
| 2006/07 | Sturm Graz  | Austria | Bundesliga | 2     | 0      |
| 2006/07 | FC Gratkorn | Austria | Erste Liga | 16    | 1      |

## Kariera reprezentacyjna
W reprezentacji Austrii Neukirchner zadebiutował 19 sierpnia 1998 roku w zremisowanym 2:2 towarzyskim meczu z Francją, rozegranym w Wiedniu. W swojej karierze grał w eliminacjach do Euro 2000 i do MŚ 2002. Od 1998 do 2001 roku rozegrał w reprezentacji 14 meczów, w których strzelił 1 gola (10 marca 1999 w wygranym 4:2 towarzyskim meczu ze Szwajcarią).